# What Do I Have to Do
"What Do I Have to Do" er en sang af den australske sangerinde Kylie Minogue fra hendes tredje studiealbum Rhythm of Love (1990). Sangen blev skrevet og produceret af Stock Aitken Waterman.

## Formater og sporliste
CD-single
1. "What Do I Have to Do" (7" Mix) – 3:32
2. "What Do I Have to Do" (Pumpin' Mix) – 7:48
3. "What Do I Have to Do" (Extended Instrumental) – 5:08

7" vinylsingle
1. "What Do I Have to Do" (7" Mix) – 3:32
2. "What Do I Have to Do" (Instrumental) – 3:48

12" vinylsingle
1. "What Do I Have to Do" (Pumpin' Mix) – 7:48
2. "What Do I Have to Do" (Extended Instrumental) – 5:08

## Hitlister
| Hitliste (1990)                    | Placering |
| ---------------------------------- | --------- |
| Australien (ARIA Charts)           | 11        |
| Frankrig (SNEP)                    | 50        |
| Tyskland (Media Control Charts)    | 48        |
| Nederlandene (Mega Single Top 100) | 81        |
| Storbritannien (UK Singles Chart)  | 6         |